# Apion aestimatum
Apion aestimatum är en skalbaggsart som beskrevs av Johannes Faust 1890. Apion aestimatum ingår i släktet Apion, och familjen spetsvivlar. Arten har ej påträffats i Sverige.